# Distrito Escolar de la Comunidad de Rochester

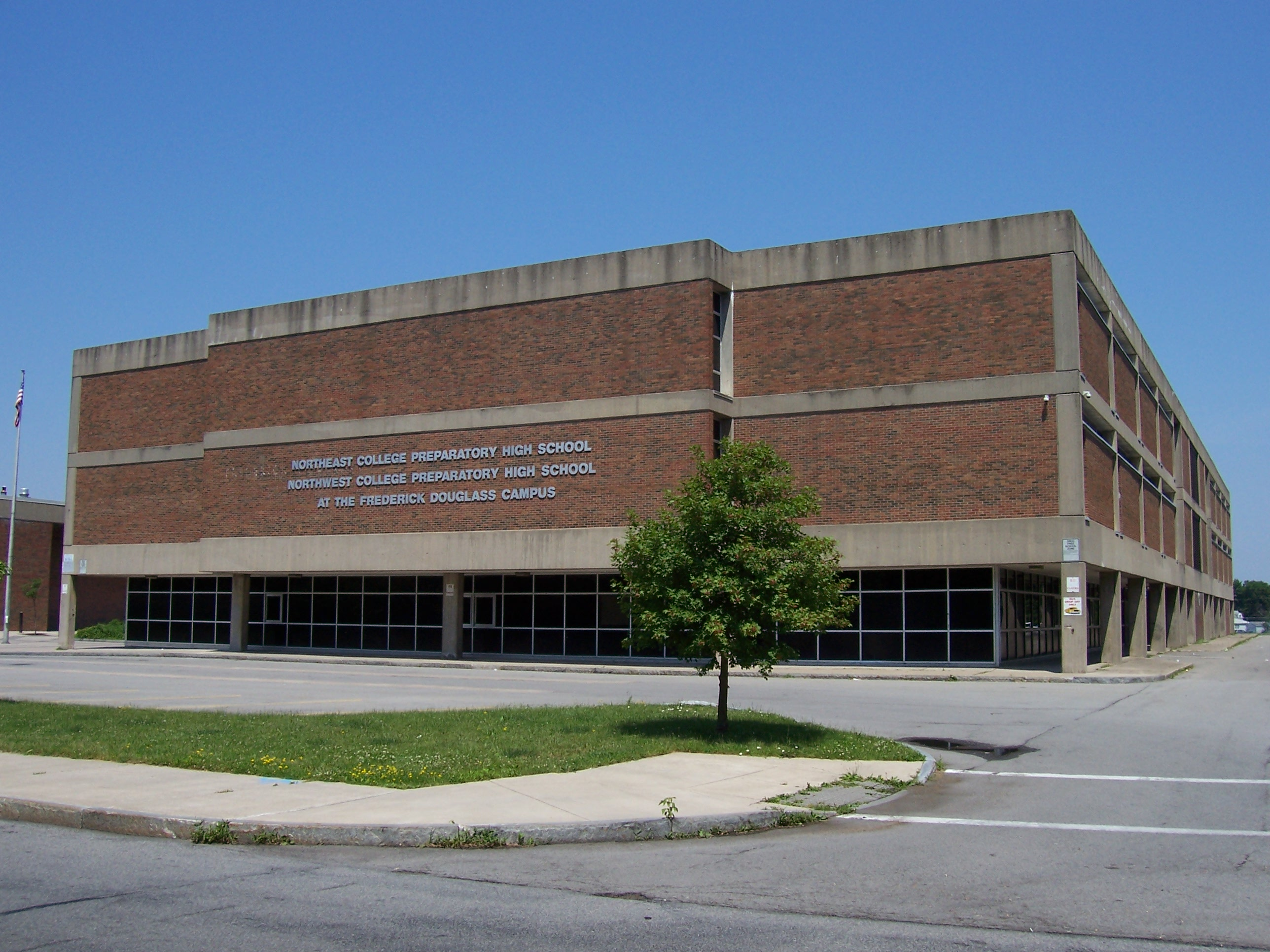
Escuela secundaria Frederick Douglass - Rochester, Nueva York

El Distrito Escolar de la Comunidad de Rochester (Rochester City School District, RCSD) es un disitrito escolar del Estado de Nueva York. Tiene su sede en Rochester.
A partir de 2015 tiene 6.100 empleados (incluyendo 3.227 maestros/profesores) y gestiona 56 programas preescolar, 27 escuelas primarias tradicionales, 14 escuelas K-8 y K-12, 25 escuelas secundarias, y una escuela Montessori.